# 道格拉斯·海德
道格拉斯·罗斯·海德（1860年1月17日—1949年7月12日），愛爾蘭學者、盖尔联盟的创始人和愛爾蘭第1任總統。

## 生平
海德1860年出生於罗斯康芒郡卡斯尔雷。他父亲是愛爾蘭聖公會的首席牧師。受到周圍朋友的影響，他小時候已經開始對愛爾蘭本土語言——愛爾蘭蓋爾語產生濃厚興趣。海德讀完中學之後頂住家人的壓力，没有成为一名神職人員，而是去了都柏林的三一學院求學，成為一名學者，学习了法语、德语、拉丁语、希腊语和希伯来语等语言。
1880年左右，海德加入了「愛爾蘭語言保育會」（Society for the Preservation of the Irish Language）。1879到1884年間，海德用「快樂小樹枝」（An Craoibhín Aoibhinn）的筆名發表了超過100篇作品。1892年，海德幫忙創辦了《蓋爾語期刊》，並且在同年11月發表了《愛爾蘭民族去盎格魯化的必要性》（The necessity for de-anglicising the Irish nation）宣言，提倡愛爾蘭人恢復愛爾蘭的語言、文學以至服裝傳統。
1893年，海德發起成立了蓋爾語同盟，推動愛爾蘭文化、音樂、舞蹈同語言等等的保育同傳承。愛爾蘭獨立運動的众多領袖人物，包括帕特里克·皮尔斯、埃蒙·德瓦莱拉、迈克尔·柯林斯等，都是參加了蓋爾語同盟的活動之後才投身愛爾蘭獨立運動的。但是，海德自己反而不滿意文化運動的政治化，並且于1915年辭去同盟主席的職務。
1902年，海德接受蓋爾運動協會邀請，擔任保護人。
1925年2月，海德在一場補選裡面當選愛爾蘭自由邦上議員。但好景不長。1925年11月，海德參與競逐上議院全國直選議席，由於是新教徒並且支持離婚權而遭到天主教組織「天主教真理會」（暫譯）（Catholic Truth Society）猛烈抨擊，最終落選。之後海德去了都柏林大學學院（今日的愛爾蘭國立大學都柏林分校）教授愛爾蘭蓋爾語，他的學生之一是後來成為檢察總長和總統的卡福尔·奥道劳。
1938年，時任總理德瓦莱拉退休，海德再次被委任為上議員。不久之後，他就在愛爾蘭統一黨（Fine Gael）的倡議之下，被各個黨派聯合推舉為愛爾蘭改制為共和國之後的第一任總統。原因有：
- 時任總理德瓦莱拉和反對黨黨領利亞姆·科斯格雷夫都非常崇拜海德，並且都想幫他報1925年落選的一箭之仇；
- 由於1937年新憲法并沒有說明英國國王是否還是愛爾蘭的國家元首，所以各派都希望由一位各派都尊敬的領袖來擔任總統；
- 在草擬1937年憲法的時候，有輿論擔心共和國總統會淪為又一個獨裁者，所以各派希望以權慾不熏心的海德來安定人心，並且證明總統不會獨裁；
- 各派都想用這種方式感謝海德和「蓋爾語同盟」對愛爾蘭蓋爾語復興的貢獻；
- 各派想通過推舉一位非天主教徒的總統，來證明愛爾蘭共和國政教分離。

1938年6月26日，海德正式就任愛爾蘭共和國第一任總統，並且搬入鳳凰公園的總統官邸（前自由邦總督官邸）。雖然憲法規定總統可以用英文宣誓，但海德堅持用愛爾蘭蓋爾語宣誓。他宣誓的錄音，現在已經成為愛爾蘭蓋爾語聖哥曼森林方言僅有的幾段錄音之一。
雖然海德名義上是總統，但由於缺乏政治經驗，他在許多問題上面都很依賴不同助手的意見。最常向海德提供意見的是他的助手邁克爾·麥克登菲（Michael McDunphy）。
1938年11月13日，海德去達利山公園球場（Páirc Cnocán Uí Dhálaigh）觀看一場愛爾蘭對波蘭的足球友誼賽。蓋爾運動協會稍後發出聲明，認為海德違反了蓋爾運動協會「不准參與外國運動」的規定，宣佈不再讓他擔任協會保護人。

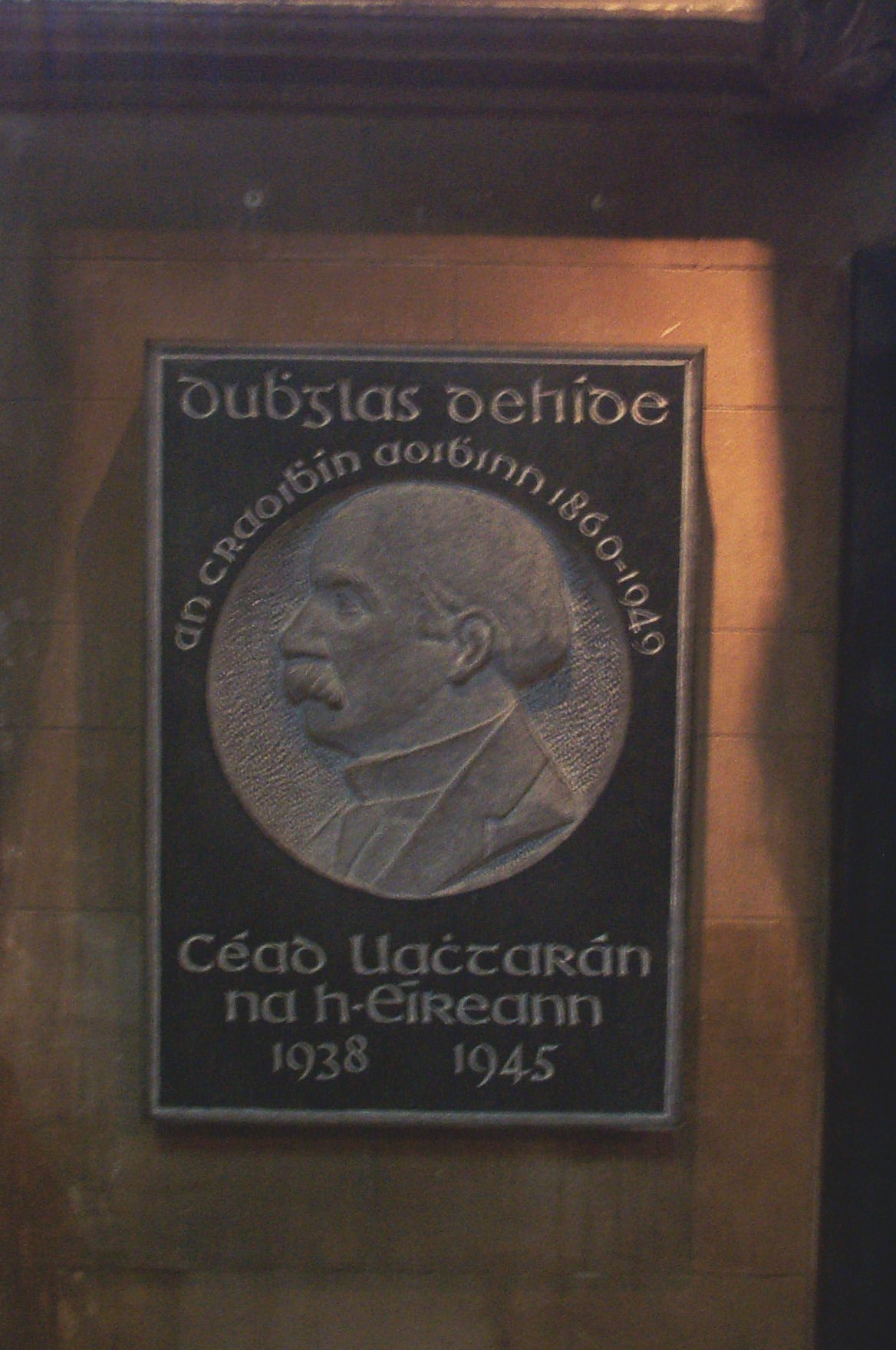
海德在都柏林聖帕特里克大教堂的紀念牌

由於健康原因，海德每日各個時候都要專門安排時間休息。1940年，海德腦部大面積中風，所有人都以為他大限將至，甚至連國葬計劃都已經準備好，但他奇蹟般生還了，只是從此以後他都要使用輪椅。
雖然處處受限，但海德在任期內都做過幾次重大決定。1944年，總理德瓦莱拉政府毫無預警地倒臺，海德身為總統，需要決定是否舉行大選。最後海德決定舉行大選，最後德瓦莱拉領導的共和黨成功奪取多數席位，組成少數政府。此外，海德曾經兩次利用《愛爾蘭憲法》第26條賦予總統的權利，在咨詢過國務委員會之後，要求最高法院對兩部法案進行合憲性審查，包括1940年《反國家罪法案》修正案（最高法院裁定沒有違憲）和1942年《上學法案》（最高法院裁定第四章違憲）。海德在任期內的最後一次政治行動，是1945年5月3號召見德國大使愛德華·赫姆帕爾（Eduard Hempel），他對阿道夫·希特勒的自殺表示遺憾。這次召見直到2005年才曝光。
1945年6月25日，海德決定退休，沒有提名自己參選愛爾蘭總統。由於健康日益惡化，海德沒有搬回自己聖哥曼森林郡的舊屋「Ratra」，而是搬入鳳凰公園的前總督秘書府邸。
海德于1949年7月12號晚上10點去世，享年89歲。身為總統，他身後有權享受國葬，但當時有一個問題：由於他是愛爾蘭聖公會教徒，所以他的葬禮要在一間聖公會教堂（都柏林聖帕特里克大教堂）舉行，但當時天主教會禁止教徒去任何非天主教教堂出席任何儀式。當時的內閣成員之一，天主教徒諾艾爾·伯郎（Noël Brown）祇能夠站在教堂外面等海德的遺體離開教堂；而當時已經成為影子總理的德瓦莱拉也沒有出席，祇是派了共和黨資深黨員厄斯金·漢密爾頓·奇爾德斯代為出席。國葬之後，海德被人移送到他度過童年的弗伦奇帕克，在他的太太露西·海德（Lucy C. Kurtz）、大女兒努拉（Nuala）、母親伊麗莎白和父親亞瑟身邊長眠。

## 紀念
| 名稱                                         | 所在地                                                        | 註釋                                                                                                   |
| -------------------------------------------- | ------------------------------------------------------------- | --- |
| 海德蓋爾語學校 （Gaelscoil de hÍde）         | 聖哥曼森林郡聖哥曼森林市 （Ros Comáin, Co. Ros Comáin）       | 2000年建校，目前大概120個學生在這裏讀書。                                                              |
| 海德蓋爾語學校 （Gaelscoil de hÍde）         | 加列維郡大奧朗村 （Órán Mór, Co. Gallimhe）                   | 1994年建立的全蓋爾語小學。                                                                             |
| 海德蓋爾語學校 （Gaelscoil de hÍde）         | 柯奇郡平原人市 （Mainistir Fhear Maí, Co. Chorcaí）           | 目前全市唯一一座全蓋爾語學校，有332個小學生。                                                          |
| 小樹枝書院 （Coláiste an Chraoibhín）        | 柯奇郡平原人市 （Mainistir Fhear Maí, Co. Chorcaí）           | 1987建立的中學，用道格拉斯·海德的筆名「快樂小樹枝」做校名。目前有610個學生。校區俯瞰住海德家族的祖屋。 |
| 海德博物館 （Hyde Museum）                   | 聖哥曼森林郡法國公園市 （Dún Gar—Frenchpark, Co. Ros Comáin） | 以前是道格拉斯·海德父親生前工作的教堂，現在改做博物館。                                                |
| 海德書院 （Coláiste de hÍde）                | 南都柏林郡塔夫勒市 （Tamhlacht, Co. Áth Cliath Theas）        | 1993年建立的全蓋爾語中學。                                                                             |
| 海德博士公園球場 （Páirc de hÍde）           | 聖哥曼森林郡聖哥曼森林市 （Ros Comáin, Co. Ros Comáin）       | 聖哥曼森林郡蓋爾運動協會的主場。容量達到30000人。1969年開放，之後舉行過許多場全國總決賽。              |
| 道格拉斯·海德藝術館 （Douglas Hyde Gallery） | 都柏林                                                        | 位於都柏林大學三一學院。1978年開館，之後舉行過許多場當代藝術展覽。                                     |

## 外部連結
- 愛爾蘭「蓋爾電視臺」製作的關於道格拉斯·海德的紀錄片 （页面存档备份，存于）

| 前任： 新设 | 愛爾蘭共和國總統 1938年6月25日－1945年6月24日 | 繼任： 肖恩·T·奧凱利 |